# فدراسیون بیسبال ارمنستان
فدراسیون بیسبال جمهوری ارمنستان (ارمنی: Հայաստանի բեյսբոլի ֆեդերացիա) که با نام فدراسیون بیسبال ارمنستان نیز شناخته می‌شود، نهاد تنظیم‌کننده بیسبال در ارمنستان می‌باشد که توسط کمیته المپیک ارمنستان اداره می‌شود و مقر آن در شهر ایروان واقع شده است.

## تاریخچه
این فدراسیون در سال ۲۰۰۵ میلادی تأسیس شد و ریاست فعلی آن را آرمان یاواریان برعهده دارد. این فدراسیون عضو کامل کنفدراسیون جهانی بیسبال سافت‌بال، en:WBSC Europe و فدراسیون بین‌المللی سافت‌بال می‌باشد.
بازیکنان بیسبال ارمنستانی در مسابقات قهرمانی در سطوح مختلف اروپایی و بین‌المللی از جمله در مسابقات قهرمانی جهانی و بازی‌های المپیک تابستانی شرکت می‌کنند.